# Bader al-Mutawa
Bader Ahmed al-Mutawa (ur. 10 stycznia 1985) – kuwejcki piłkarz, występuący na pozycji napastnika w klubie Al Qadsia oraz w reprezentacji Kuwejtu. Rekordzista pod względem liczby występów w kadrze Kuwejtu.

## Kariera klubowa
Bader al-Mutawa przez całą swoją karierę związany jest z Al Qadsia. Od 2002 roku występuje w tym zespole. Dwukrotnie był jednak wypożyczany na rok: w 2007 do Qatar SC i w 2011 do An-Nassr. W Al Qadsia rozegrał już 400 meczów i zdobył ponad 250 bramek. Zdobył też liczne trofea. Osiem razy wygrał Kuwaiti Premier League. Oprócz tego tryumfował m.in. w Kuwait Emir Cup, Kuwait Crown Prince Cup czy Kuwait Federation Cup.  W 2006 roku zajął drugie miejsce w plebiscycie Azjatycki Piłkarz Roku.

## Kariera reprezentacyjna
Al-Mutara w reprezentacji Kuwejtu zadebiutował 4 września 2003 roku w meczu z Singapurem, gdzie zdobył również pierwszego gola. Znalazł się w kadrze na Puchar Azji: Puchar Azji 2004, Puchar Azji 2011 i Puchar Azji 2015. Jest rekordzistą pod względem liczby występów w reprezentacji Kuwejtu. Obecnie (2 grudnia 2019) ma ich 178.